# Leilani Jones
Leilani Jones (Oahu, 14 maggio 1957) è un'attrice e cantante statunitense.
Nel 1985 ha recitato a Broadway nel musical Grind e per la sua performance nel ruolo di Satin ha vinto il Theatre World Award, il Drama Desk Award ed il Tony Award alla miglior attrice non protagonista in un musical.